# Ziekzoeker

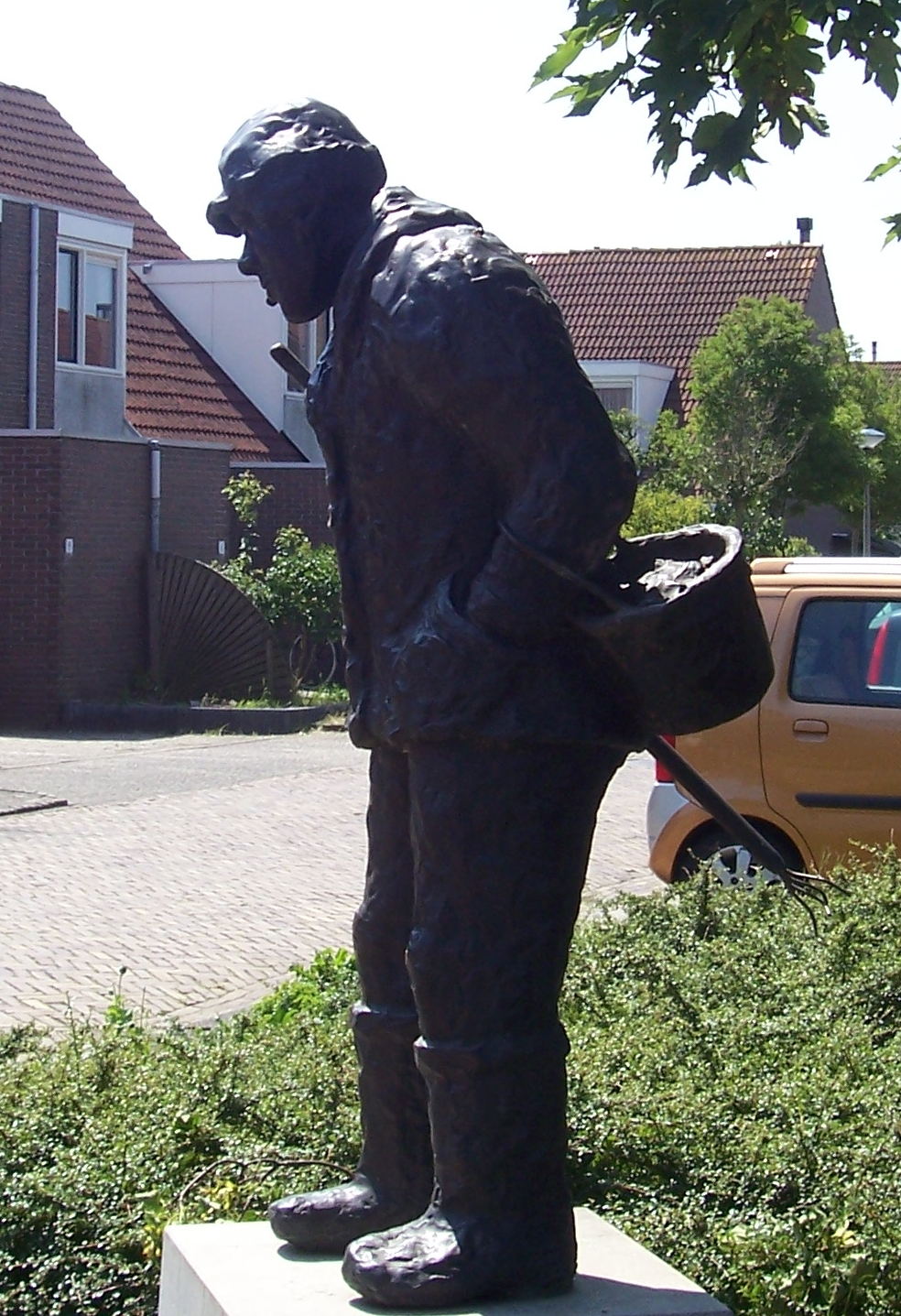
Ziekzoeker, beeld in Noordwijk-Binnen.

Een ziekzoeker is iemand die zieke gewassen opzoekt.
Ziekzoekers zijn onder meer op bollenvelden actief. Een zieke bol kan de hele oogst ondermijnen, waardoor de bollenvelden, regelmatig en vooral in het voorjaar gecontroleerd moeten worden.
Schimmels, bacteriën en virussen komen in bolgewassen op de bollenvelden voor. Verkleurde bladeren en opvallende vergroeiingen wijzen vaak op zieke bollen. Met een paraplu (om de bollen beter te kunnen zien in de zon) worden voornamelijk narcissen, tulpen, pioenen en hyacinten bekeken en zo nodig uit de grond gehaald met een 'snotkoker', een ijzeren bus zonder deksel en bodem waarmee de zieke bollen uit de grond gedraaid worden en vervolgens in een emmer gedeponeerd worden. Tijdens dit proces draagt de ziekzoeker speciale beenkappen om de verspreiding van eventuele ziektes te voorkomen. Ziekzoekers bestaan al sinds het begin van de bollenteelt, waarschijnlijk vanaf begin 20e eeuw. De methode met de paraplu en 'snotkoker' is een wat oudere methode, die vooral vroeger werd gebruikt. Er zijn ook ziekzoekers die alleen met het blote oog de bollenvelden verkennen.
In 2009 is een ziekzoekrobot getest. De robot ziet eruit als een grote kinderwagen en kan op verschillende bedbreedtes rijden, vanwege de instelbare wielbasis. Een combinatie van zeer gevoelige fotocamera's en verschillende lichten (lampen) zorgen voor een reeks foto's, die op een computer, die in de ziekzoekrobotwagen is geïnstalleerd, achteraf kunnen worden bekeken. Bij een experiment in 2009 met de ziekzoekrobot en echte ziekzoekers, vonden de ziekzoekers zelf een hoger percentage zieke bollen.
Er wordt nog steeds gezocht naar machinale mogelijkheden om, vooral bij tulpen, het tijdrovende werk te kunnen versnellen.